# 尖叶莲座蕨
尖叶莲座蕨（学名：Angiopteris tonkinensis）为觀音座蓮科觀音座蓮屬下的一个种。种加名 tonkinensis 意为“东京的”。

## 生物史
1919年，早田文藏於越南三島山一帶發現本種，此後再無紀錄存在。2019年中國研究團隊再次發現本物種。

## 同物異名
- Protomarattia tonkinensis Hayata, Bot. Gaz. 67: 88. 1919
- Archangiopteris tonkinensis (Hayata) Ching, Ic. Fil. Sinic. V (1958) t. 209.